# Побиття депутатів у будівлі Верховної Ради Білорусі
Побиття депутатів у будівлі Верховної Ради Білорусі сталося в ніч з 11 на 12 квітня 1995 року, коли невідомі працівники силових органів побили та вивезли з Верховної Ради Республіки Білорусь 19 депутатів фракції БНФ «Відродження», які голодували на знак незгоди із референдумом, ініційованим Президентом Республіки Білорусь Олександром Лукашенком.

## Передумови

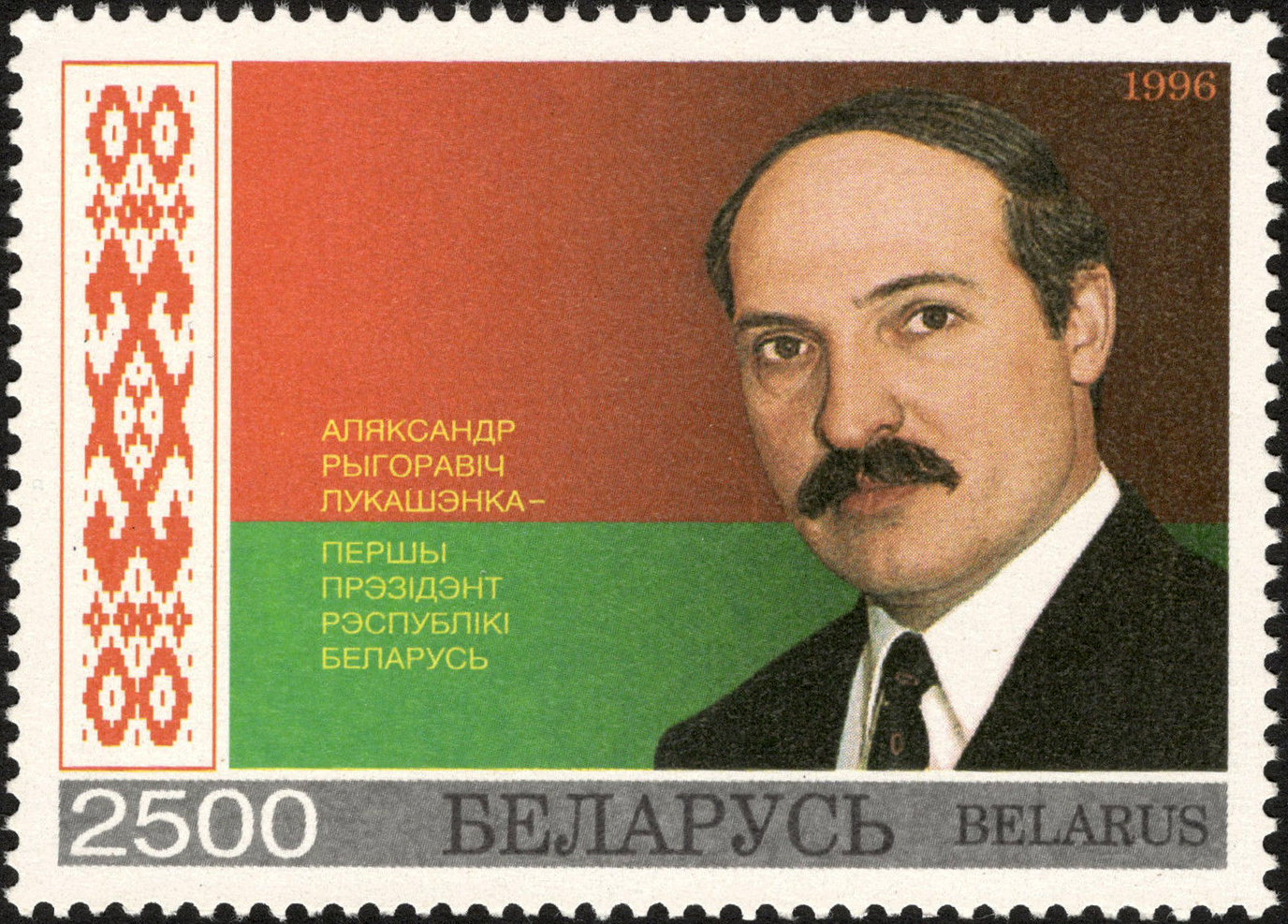
Поштова марка, 1996р, Лукашенко на фоні нового прапора Білорусі

На початку 1995 року Президент Білорусі Олександр Лукашенко заявив, що відповідно до Конституції країни, він збирається провести референдум про зміну національної символіки, надання державного статусу російській мові та денонсацію Біловезької угоди. Незабаром була також організована підтримка ініціативи з боку депутатів. На той час за законом президент країни не міг призначати референдуми, а лише ініціювати розгляд цього питання Верховною Радою РБ.
18 березня 1995 року в газеті «Звязда» з'явилися звернення до Лукашенка, підписані 74 депутатами Верховної Ради Білорусі. Одне з них було присвячене зміні державних символів, інше надання російській мові статусу другої державної. Депутати заявили, що «Погоня» та біло-червоно-білий прапор «якими користувались прислужники Гітлера», набувають особливого значення напередодні 50-ї річниці перемоги у т. зв. «Великій Вітчизняній війні» і негативно сприймаються в народі. 
«З огляду на те, що Білорусь є суверенною державою, це не дуже гарна ідея брати герб та прапор, хоч і дружньої, але іншої суверенної держави — Литва, які була затверджені їхнім парламентом набагато раніше, ніж в нашій республіці». 
У другому зверненні зазначалося, що Закон про мови Республіки Білорусь порушує Конституцію та інші міжнародні акти, а також обмежує права громадян.
7 квітня 1995 року Спілка письменників Білорусі звернулася до Верховної Ради з проханням захистити державні мову та символіку.
23 і 24 березня у Верховній Раді проходили обговорення питань, висунутих Лукашенком на референдум. Опозиційні депутати зосередилися на невідповідності ініціативи Лукашенка Конституції і законам та на потенційній загрозі розколу в білоруському суспільстві. Відповідно до 3-ї статті Закону про референдум Республіки Білорусь, де зазначено:
«…на республіканський референдум не виносяться питання, які порушують невід'ємні права народу … на суверенну національну державність, державні гарантії існування білоруської національної культури і мови, та питання, які можуть спричинити порушення територіальної цілісності».
Питання про статус мови потрапляло до цієї категорії, і тому референдум, з точку зору опозиції, був неконституційним.
У своєму виступі Олександр Лукашенко заявив, що всі ці питання (крім права Президента на розпуск Парламенту) були присутні у його виборчій програмі (що було не зовсім вірно). Особливу увагу він приділив темі мови та символіки.

## Голосування у Верховній Раді

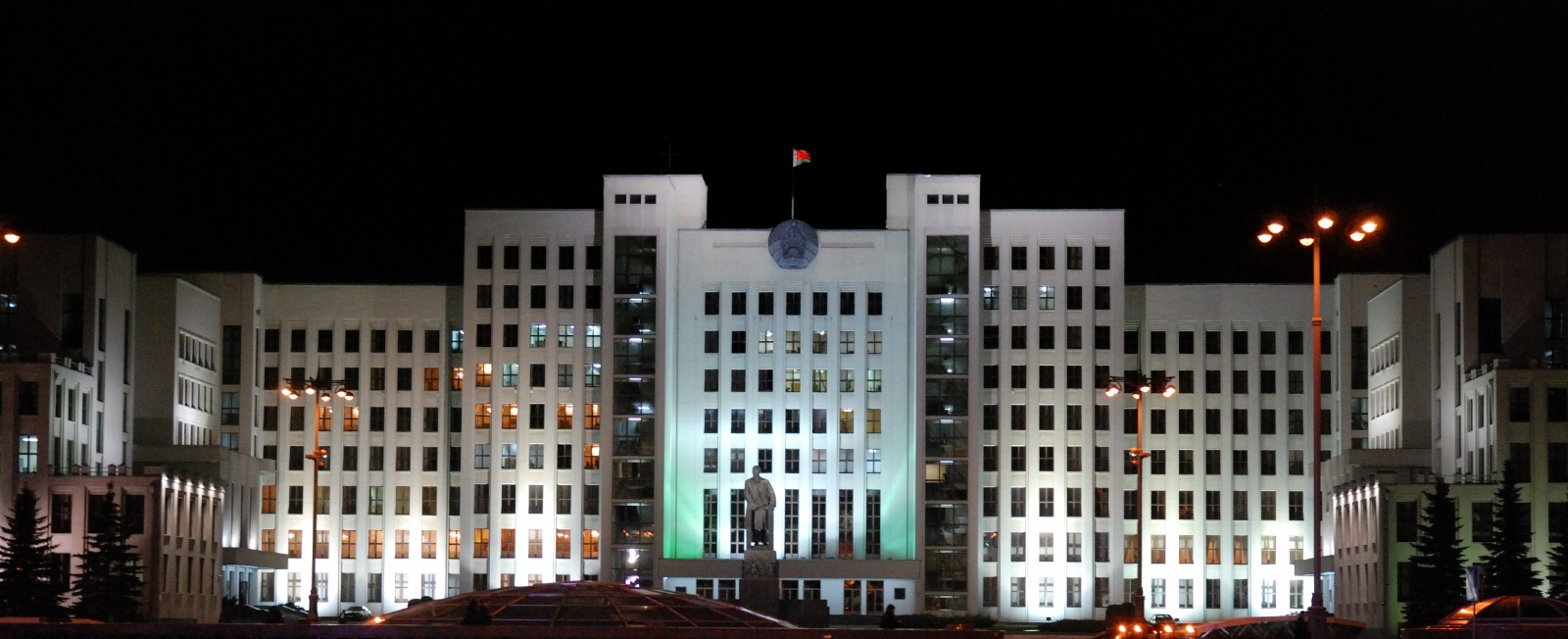
Будівля Уряду, де відбувались засідання ВР Білорусі у квітні 1995

10 квітня дебати щодо референдуму тривали. Тексти запропонованих питань кілька разів змінювались. Депутат Наумчик згадує, що на той момент депутати, які в більшості походили з радянської партійної номенклатури, могли проголосувати з питань мови та символіки. 10 квітня члени опозиції погодилися вжити радикальних заходів для запобігання несподіванок.
11 квітня 1995 року Верховна Рада Республіки Білорусь на засіданні в Овальній залі Будинку Уряду (який належав Адміністрації Президента), розпочала дискусію з виступів депутатів Крижановського, Беленького та Позняка. Вони заявили про незаконність проведення такого референдуму та про порушення законодавчих актів разом із Конституцією. Після цього депутати від опозиції оголосили голодування, встали зі своїх місць, підійшли на середину зали і сіли перед Президією біля трибуни.
Голова Верховної Ради Мечислав Гриб заявив, що за законом Парламент повинен розглянути пропозицію Президента і проголосувати. Після цього перед депутатами виступив Геннадій Мойсеєв, який був обурений тим, що напередодні на державному телеканалі БТ була показана агітація за пропозицію Лукашенка, але жодному депутату не дали слова на телебаченні. В цей момент у залі з'явився Лукашенко, який заявив, що не відмовиться від своїх пропозицій, і депутати повинні їх розглянути.
В результаті голосування з питань мали такі результати:
- «Чи згодні ви з наданням російській мові статусу рівного із білоруською? Так чи ні?» — за позитивне рішення проголосували 124 депутати (із 238 депутатів), коли для прийняття рішення були потрібні 152 голоси.
- «Чи підтримуєте ви пропозицію про створення нового Державного прапора та Державного герба Республіки Білорусь? Так чи ні?» — підтримали 150 депутатів.
- «Чи погоджуєтесь ви з необхідністю внесення змін до Конституції Республіки Білорусь, які передбачають можливість дострокового припинення Президентом Республіки Білорусь повноважень Верховної Ради у випадках систематичного або грубого порушення Конституції? Так чи ні?» — «за» проголосували лише 86 депутатів.
- «Чи підтримуєте ви дії Президента Республіки Білорусь спрямовані на економічну інтеграцію з Російською Федерацією? Так чи ні?» — тільки ця постанова набрала достатню кількість голосів, а саме 180.

Після відхилення парламентськими комісіями президентської пропозиції про проведення референдуму, Олександр Лукашенко заявив, що парламент повинен був голосувати за всі 4 питання одразу. Крім того, він міг би погодитися на консультативний характер питань про розпуск парламенту та інтеграцію з Росією, але наполягав на обов'язковому характері питань про символи та мову. Він заявив що через це проведе референдум без санкції Верховної Ради.

## Події в ніч з 11 на 12 квітня
Ще ввечері депутатка Галина Семдянова отримала інформацію про те, що проти учасників голодування може бути застосована сила. Зенон Позняк звернувся до Мечислава Гриба із проханням забезпечити їм охорону, і той сказав, що нібито керівництво КДБ пообіцяло відправити своїх людей.

Після 18-ї вечора президентська охорона висунула журналістам вимогу залишити залу. Залишитись вдалося лише кореспондентці «Радіо Свобода» Олені Радкевич. О 22:10 на телеканалі «БТ» у випуску новин був показаний репортаж про голодування депутатів, в якому прозвучали такі слова: 
«Президент намагався вирішити проблему мирним шляхом, але він вичерпав усі можливості». 
О 23:00 до Овальної зали зайшов начальник управління охорони Михайло Цесовець із керівником служби охорони президента В'ячеславом Корольовим. Разом з ними було декілька десятків осіб у військовій і міліцейській формі, а також хлопці міцної статури в шкіряних куртках. Цесавець заявив, що по телефону було повідомлено про те що в будівлі парламенту закладена бомба, і висунув вимогу покинути будівлю, оскільки проводиться евакуація. Цесавець послався на наказ Мечислава Гриба покинути приміщення, але депутати зв'язалися зі спікером і дізналися, що Гриб такого наказу не давав. Тоді Цесавець наказав хлопцям, які були з ним, примусово вивести депутатів із зали, але вони відмовилися, побачивши посвідчення депутатів та почувши про кримінальну відповідальність за порушення депутатської недоторканності. У цей самий час на балконі над Овальною залою з'явились два відеооператори, які почали знімати все на камери. Цесовець та Корольов вирішили самі спробувати витягнути хоча б одного із депутатів. Спочатку вони витягли з крісла Бориса Гунтара, потім Ігоря Гермянчука, але депутати взялися за руки, і подальші спроби не вдавалися.
Поки йшла штовханина, група саперів на чолі з полковником зі спеціальним обладнанням та собаками обстежували Овальну залу у пошуках бомби.
Коли президентська охорона увійшла до зали, вона підійшла до журналістки Радкевич, яка писала репортаж за столом Голови парламенту (бо саме там була настільна лампа), і забрала касету з магнітофона. Через кілька хвилин і саму Радкевич вивели із зали, відвезли до кімнати охорони та опитали там.
Кілька депутатів спустились на перший поверх, бо всі двері були відчинені. Міліція пропонувала їм вийти на вулицю, на площу, без гарантій можливості повернутися до зали. Депутатам навіть вдалося дати інтерв'ю через закриті скляні двері журналістам, які чекали їх на вулиці. Ті розповіли, що в двір Будинку уряду заїхав кортеж і в кабінеті Президента увімкнулось світло. Сергій Навумчик та Олег Трусов стверджують, що бачили у дворі президентський лімузин і вважають, що сам Лукашенко в той час приїхав до будівлі уряду.
О 00:41 ночі 12 квітня сапери завершили огляд будівлі, протокол від депутатів підписали Олег Трусов та Борис Гунтар.
О 02:35 першим людей у камуфляжі помітив Валентин Голубєв, який перед тим відчинив двері у вестибюль. Він кричав: «Підйом! Військові з автоматами та в масках!». Голубєв розповів, що у фоє, вишикувавшись кількома рядами, стояли військові у формі, озброєні, в масках із протигазами, всього «п'ятсот-шістсот осіб». Голодувальники повставали і влаштувались у ложі, де зазвичай сидять члени Президії Верховної Ради. На балконах зали засідань з'явилися люди із відеокамерами (принаймні двоє).
О 2:48 до кімнати зайшли Цесовець, Корольов та невідома особа у військовому одязі (пізніше Наумчик ідентифікував його як Юрія Бородича, тодішнього командира «Альфи», пізніше він стане головою служби охорони Лукашенка). Депутатам було надано 5 хвилин для виходу з приміщення. Депутати домовились між собою, що чинитимуть опір, коли їх почнуть виганяти із приміщення: вони зчепляться одне з одним, і якщо нападники зможуть розірвати ланцюг, то вони намагатимуться зривати маски та чіплятися скільки є сил за столи та стільці.
О 2:51 в одну мить всі двері відчинилися і до зали увірвалися близько 200 людей у чорних масках і темних комбінезонах, за ними бігли спецназівці у шоломах, респіраторах та з кийками, а по всьому периметру залу стояли автоматчики.
Потім Беленький казав, що один із перших чоловіків у чорному зробив у повітрі сальто і вдарив Позняка в груди. Германчук згадував: «Вони накинулись з усіх боків. Спочатку витягували тих, хто сидів збоку. Троє одразу наскочили на Позняка, почали його душити, викручувати голову, впершись пальцями в очі». Позняк та Германчук зуміли зірвати маски з кількох нападників. Лідера опозиції били особливо жорстоко, Навумчик потім писав: «Один „горила“ вдарив його ногою в груди, інший викручував голову та тиснув на очі. Потім, коли його виводили, Позняка били об стіну. Судово-медична експертиза зафіксувала у нього п'ять травм різної ступеня тяжкості».
Левон Борщевський згадував, що йому скрутили руки за спиною, «причому так, що моє підборіддя опинилось нижче колін. Мене потягнули півколом поперечного проходу, який пролягав вздовж заднього ряду депутатських крісел. Біля стільців у ланцюжку стояли військові у камуфляжі та повному озброєнні, і кожен із них намагався вдарити мене черевиком у обличчя».

За згадками Левона Борщевського:
«Могли би просто вивести. Але били дуже сильно. Чоботами в обличчя, виламували руки, били кийками, наставивши автомати, на що не було жодної потреби. Ми ж були беззбройні».
За словами депутата Голубєва:
«Я пам'ятаю такий момент, коли двоє осіб викрутили мені руки так, що я стоячи вдарився головою об підлогу, і в цей момент отримав кийком по хребті, і ноги оніміли. Мене просто потягли. Голова все ще працювала, але я вже не міг опиратися».
Усіх депутатів жорстоко билі поки виводили з будівлі Верховної Ради. Після цього депутатів позакидали в міліцейські машини. В машинах у депутатів спитали їх домашні адреси, але ті сказали везти їх до прокуратури. Там вночі були викликані двоє чергових прокурорів та була складена заява. Туди ж прибула швидка допомога.
О 4 годині ранку всі депутати, розкидані по різних місцях столиці, зібралися біля готелю «Кастрычніцкі» та вирушили до «медкомісії», яка була розташована неподалік на вулиці Червоноармійській. Туди прийшли журналісти.

## 12 квітня
О 6 годині після закінчення медичного огляду побиті депутати повідомили про події Мечиславу Грибу. Він прийняв їх у своєму кабінеті разом із віцеспікером Іваном Бамбізою та генпрокурором Василем Шаладоновим. Генеральний прокурор заявив, що його вже проінформували про нічне звернення депутатів до прокуратури і що він порушує кримінальну справу (у цій справі навіть відбулось засідання колегії Генеральної прокуратури). За словами Наумчика, Гриб назвав інцидент державним злочином і вирішив терміново зібрати Президію Верховної Ради.
Члени Президії Верховної Ради були шоковані нічними подіями. Голова парламентської комісії з питань екології Борис Савицький заявив, що після побиття депутатів у Верховній Раді є лише два можливі варіанти: або розпочати процедуру імпічменту Олександра Лукашенко, або саморозпуститися. «Білорусь ніколи так близько не наближалася до межі громадянської війни» сказав Гриб. Він запропонував обговорити ситуацію на засіданні Верховної Ради.
У цей час біля Будинку уряду почав збиратись невеликий натовп протестувальників, яких відтискала міліція. Побитих депутатів міліція не пустила до Будинку уряду, заявивши, що вхід до будівлі дозволений лише за списком, а їхніх імен там немає. Генерального прокурора Шаладонова, який прибув на місце подій, також не пустили до будівлі. Згрупувавшись разом депутатам вдалося прорватися через кордон міліції та потрапити до Овальної зали.
Депутати одразу заявили, що після нічних подій проводити сесію в підконтрольному Президентові Будинку уряду, а не в будівлі Верховної Ради, не можна. Гриб в цей час пішов до Лукашенко, щоб з'ясувати що сталося, і спробувати вирішити конфлікт. Врешті-решт сесія розпочалась у Будинку уряду. Після обіду до депутатів прийшли розповісти свою версію подій міністр оборони Анатолій Костенко та начальник охорони будинку Михайло Цесовець. Вони заявили, що за дорученням Лукашенко, вони забезпечували безпеку для присутніх у будівлі депутатів, яких просто вивели з Будинку уряду та розвезли додому.
У відповідь Алесь Шут підняв сорочку і показав синці звід кийків. Раптом пролунали вигуки депутатів: «Вам недостатньо дали!». У своїх спогадах Наумчик стверджує, що це кричав Микола Дементій, колишній голова Верховної Ради БРСР.
Валентин Голубєв розповів як людей били, і вимагав показати всім кадри зняті двома відеокамерами. Гриб відповів, що їх обов'язково побачать усі депутати, і що Лукашенко особисто пообіцяв це зробити. Після цього було оголошено перерву до 16 годин, коли до депутатів обіцяв прийти Президент. О 16:00 депутати від опозиції заявили, що в Будинку уряду нічого не робити, і вони переносять своє голодування до будівлі Верховної Ради, яка не належить до Адміністрації президента.

Під час свого виступу Лукашенко прагнув довести, що саме депутати від опозиції винні в «дестабілізації ситуації» і що вони нічого поганого з депутатами не зробили — навпаки, рятували їм життя. Самі ж депутати не голодували, а їли і навіть пили вночі. 
«Коли Цесовець, зі сльозами на очах, подзвонив мені близько 12-ї години ночі і сказав: Олександре Григоровичу, по хорошому не виходить, вони повиймали ножі, дістали леза. По-перше, мовляв, ми розріжемо собі вени, відріжемо собі голови і вас повирізаємо, все тут заллємо кров'ю. Ну, вибачте, такі загрози в резиденції Президента — це вже занадто». 
Того ж дня депутати, деморалізовані тиском Лукашенка та нерішучою поведінкою Мечислава Гриба, проголосували за ратифікацію Договору про двосторонні білорусько-російські відносини. Того ж вечора депутати від БНФ ухвалили заяву, в якій оголосили про закінчення політичного голодування.

## 13 квітня
13 квітня депутати, без фракції БНФ, швидкими темпами прийняли закон про патенти на сорти рослин та ратифікували Договір між Білоруссю та Росією про спільні зусилля щодо захисту державного кордону Республіки Білорусь.
Згодом присутні депутати Верховної Ради, з порушенням процедури, ухвалили рішення про проведення референдуму. Його призначили на 14 травня 1995 року, хоча повторне голосування за процедурою не було дозволено, крім того, відповідно до Конституції Білорусі 1994 року, зміни та доповнення до документа були заборонені протягом останніх шести місяців парламентських повноважень.
Одним з останніх законів, ухвалених у цей день, було проголошення 7 листопада (день «Жовтневої революції») державним святом.

## Розслідування подій
Винних у побитті депутатів правоохоронні органи не назвали і досі. Пізніше Олександр Лукашенко заявив, що він особисто віддав наказ про евакуацію депутатів із будівлі з метою безпеки. Президент також заявив, що він «має право вимагати порядку у своїй резиденції» (в Будинку уряду, де засідають депутати, ліве крило належало голові держави та його адміністрації). В інтерв'ю журналістам Лукашенко описав усе, що відбулося, як провокацію з метою дестабілізації ситуації в суспільстві.

Наступного дня, виступаючи перед депутатами, Лукашенко заявив, що подивився відео подій у приміщенні Верховної Ради, і «там ніхто нікого не бив». Депутати «із радістю вийшли із зали парламенту». 
| Ліві лапки | Да никто никого не бил, никто никого не ломал. Сейчас с бытовой кассеты, которая здесь была отснята, мы перегоняем на БТК (или какая там кассета.) и мы покажем не только депутатам. Как только эта перегонка будет закончена, мы покажем это не только депутатам, мы покажем это всему народу… Мы покажем народу эту плёнку» | Праві лапки |

Лукашенко пообіцяв незабаром показати це відео на телебаченні, але ці кадри так і не були показані. Левон Борщевський зазначив, що через 7 років він зустрівся з Леонідом Сініциним, який очолював Адміністрацію Президента у 1995 році. Він бачив відео побиття в Овальній залі і зізнався: «Там був просто жах!». За словами Сініцина, змонтувати щось з того відео було неможливо.
В іншому інтерв'ю Сініцин сказав, що цей запис йому привезли вранці 12 квітня. Він покликав Михайла Чигіра, на той час Прем'єр-міністра, і вони разом переглянули запис. Потім Володимир Замяталін, який очолював відділ інформації в Адміністрації Президента, забрав її.
18 квітня Зенон Позняк, Валентин Голубєв, Ігор Гермянчук, Олег Трусов та Сергій Навумчик провели пресконференцію, на якій вимагали показати відеозапис в ефірі, оскільки Адміністрація Президента відмовилась передати запис Генеральній прокуратурі.
Доктор юридичних наук Михайло Пастухов, який був суддею Конституційного Суду в 1995 році, вважає, що лише один факт застосування фізичної сили проти депутатів «людьми у камуфляжній формі», ще і в будівлі парламенту, ставить під сумнів легітимність рішення Верховної Ради про призначення референдуму, оскільки рішення приймалося під примусом. Саме ж введення озброєних людей у парламент та напад на депутатів можна кваліфікувати як захоплення влади насильницьким чином.

## Список депутатів, які брали участь у голодуванні та були побиті
- Ніколас Оксамит
- Сергій Антончик
- Леон Борщевський
- Юрій Беленький
- Ігор Гермянчук
- Валентин Голубєв
- Борис Гюнтер
- Леон Дейка
- Володимир Заблоцький
- Левонтій Зданевич
- Микола Крижановський
- Микола Маркевич
- Віталій Малашко
- Сергій Навумчик
- Зенон Позняк
- Сергій Попков
- Петро Садовський
- Олег Трусов
- Алесь Шут

## Наслідки
Окрім прямих наслідків — проведення референдуму і як наслідок — зміни державної символіки, встановлення другої державної мови, зближення з Росією, ці події мали довгостроковим результатом знищення парламентаризму у Білорусі і встановлення фактично диктатури Лукашенка. Уже наступні парламентські вибори були недемократичними, на усіх наступних до парламенту Білорусі опозиційних сил не допускали. Сам Лукашенко є незмінним Президентом Білорусі, починаючи з 1994 року.